# Silezië (provincie)

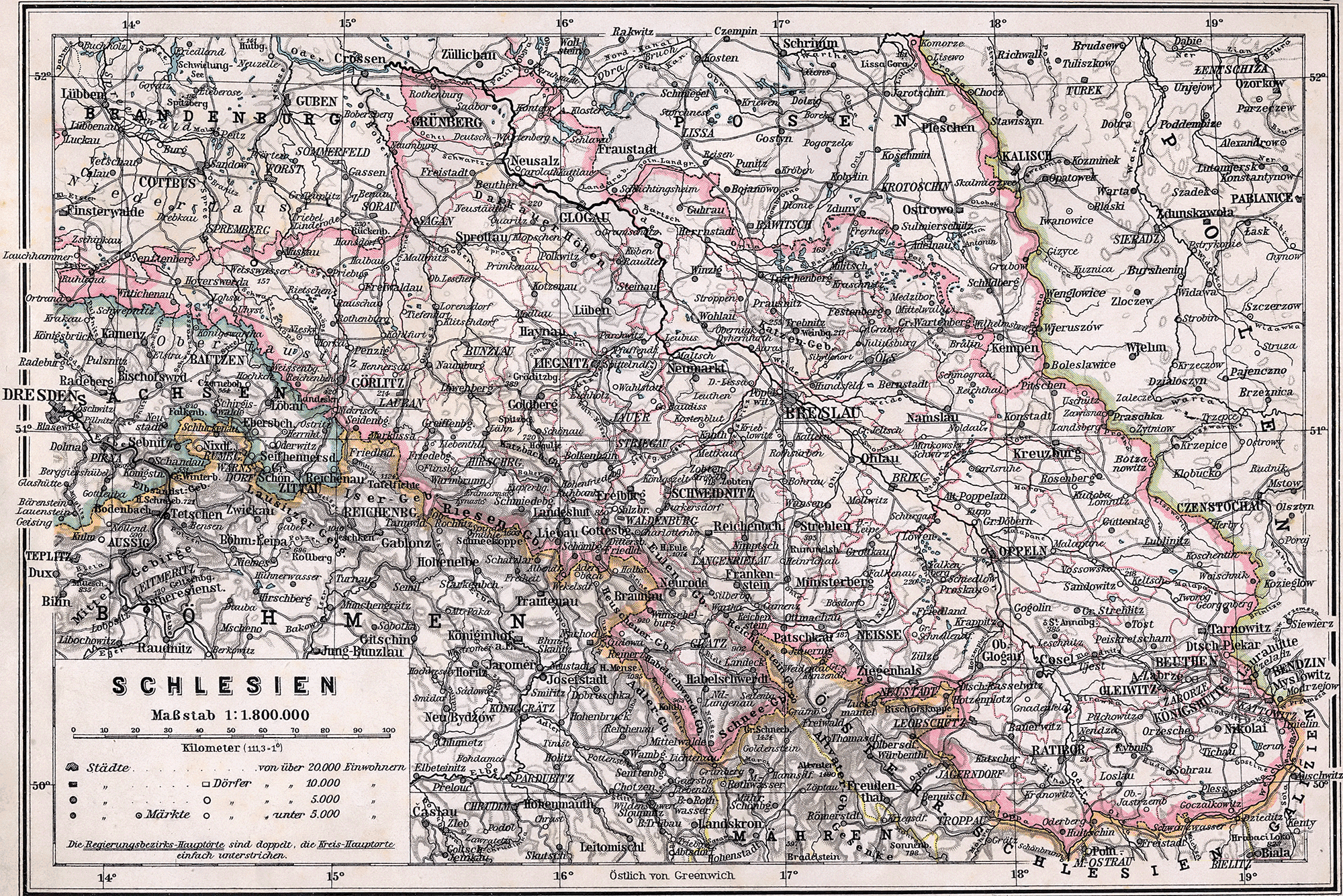
Silezië in 1905

Silezië was een provincie van Pruisen die bestond van 1815 tot 1919 en van 1938 tot 1941.

## Geschiedenis
Frederik II van Pruisen veroverde Silezië in de Silezische Oorlogen grotendeels. Na het Congres van Wenen werd in 1815 de gelijknamige provincie in het leven geroepen, die ook de noordoostelijke Opper-Lausitz omvatte.
De provincie industrialiseerde in de 19e eeuw sterk. Silezië werd in 1919 opgedeeld in de provincies Neder-Silezië en Opper-Silezië.
| inwoners Pruisisch Silezië (1900) | inwoners Pruisisch Silezië (1900) | inwoners Pruisisch Silezië (1900) |
| categorie                         | aantal                            | procentueel                       |
| --------------------------------- | --------------------------------- | --------------------------------- |
| totaal                            | 4.942.611                         | 100 %                             |
| Duits                             | 3.741.300                         | 75,7%                             |
| Pools                             | 1.100.831                         | 22,3%                             |
| Slavisch                          | 85.084                            | 1,7%                              |
| Tsjechisch                        | 15.396                            | 0,3%                              |

Het rijkste, oostelijke gedeelte van Opper-Silezië werd, hoewel 60% van de bevolking van Opper-Silezië in een referendum vóór aansluiting bij Duitsland had gestemd, na het Verdrag van Versailles aan Polen toegekend. Nadat nazi-Duitsland in 1938 grote delen van Tsjecho-Slowaaks en Pools Silezië had veroverd (Verdrag van München), werden de twee provincies weer samengevoegd, maar reeds in 1941 wederom opgedeeld.
Na de Tweede Wereldoorlog werden de ten oosten van de Oder-Neissegrens liggende provincies Opper- en Neder-Silezië van Duitsland afgescheiden en vrijwel geheel aan de Volksrepubliek Polen toegekend door de Conferentie van Potsdam. Een klein gedeelte van de Nedersilezische Oberlausitz ten westen van de Lausitzer Neisse behoort echter tegenwoordig tot Saksen. De Duitse bevolking vluchtte, werd verdreven of naar Russische kampen weggevoerd.

## Bestuurlijke indeling (1939)

### Regierungsbezirk Breslau
Stadsdistricten (Stadtkreise)
1. Breslau
2. Brieg
3. Schweidnitz
4. Waldenburg (Schles)

Districten (Landkreise)
1. Breslau
2. Brieg
3. Frankenstein
4. Glatz
5. Groß Wartenber
6. Guhrau
7. Habelschwerdt
8. Militsch
9. Namslau
10. Neumarkt
11. Oels
12. Ohlau
13. Reichenbach
14. Schweidnitz
15. Strehlen
16. Trebnitz
17. Waldenburg
18. Wohlau

### Regierungsbezirk Liegnitz
Stadsdistricten (Stadtkreise)
1. Glogau
2. Görlitz
3. Hirschberg i. Rsgb.
4. Liegnitz

Districten (Landkreise)
1. Bunzlau
2. Fraustadt
3. Freystadt
4. Glogau
5. Görlitz
6. Goldberg
7. Grünber
8. Hirschberg
9. Hoyerswerda
10. Jauer
11. Landeshut
12. Lauban
13. Liegnitz
14. Löwenberg
15. Lüben
16. Rothenburg
17. Sprottau

### Regierungsbezirk Oppeln
Stadsdistricten (Stadtkreise)
1. Beuthen
2. Gleiwitz
3. Hindenburg
4. Neisse
5. Oppeln
6. Ratibor

Districten (Landkreise)
1. Beuthen-Tarnowitz
2. Cosel
3. Falkenberg
4. Groß Strehlitz
5. Grottkau
6. Guttentag
7. Kreuzburg
8. Leobschütz
9. Neisse
10. Neustadt
11. Oppel]
12. Ratibor
13. Rosenberg
14. Tost-Gleiwitz

## Eerste presidenten (Oberpräsidenten)
- 1816-1820: Friedrich Theodor von Merckel
- 1824-1825: Moritz Haubold von Schönberg
- 1825: Ludwig Friedrich Viktor Hans von Bülow
- 1825-1845: Friedrich Theodor von Merckel
- 1845-1848: Wilhelm Felix Heinrich Magnus von Wedell
- 1848: Hans Ludwig David York von Wartenburg
- 1848: Julius Hermann Pinder
- 1848-1868: Johann von Schleinitz
- 1869-1872: Eberhard zu Stolberg-Wernigerode
- 1873-1874: Ferdinand von Nordenflycht
- 1874-1877: Adolf von Arnim-Boitzenburg
- 1877-1879: Robert von Puttkamer
- 1879-1894: Otto Theodor von Seydewitz
- 1894-1903: Hermann von Hatzfeldt-Trachenberg
- 1903-1909: Robert von Zedlitz-Trützschler
- 1910: Johann von Dallwitz
- 1910-1919: Hans Lauchlan von Guenther
- 1919: Felix Philipp
- 1919-1938: Opdeling in Neder-Silezië en Opper-Silezië
- 1938-1940: Josef Wagner

1815:
Brandenburg · Groothertogdom Beneden-Rijn · Gulik-Kleef-Berg · Oost-Pruisen · Pommeren · Posen · Saksen · Silezië · Westfalen · West-Pruisen · 1822: Rijnprovincie · 1829: Pruisen · 1850: Hohenzollernsche Lande · 1867: Hannover · Hessen-Nassau · Sleeswijk-Holstein · 1878: Oost-Pruisen · West-Pruisen · 1919: Neder-Silezië · Opper-Silezië · 1920: Berlijn · 1922: Grensmark Posen-West-Pruisen · 1944: Halle-Merseburg · Keur-Hessen · Maagdenburg · Nassau · 1945: Saksen-Anhalt